# Сан-Панкраціо
Сан-Панкраціо (італ. San Pancrazio) — муніципалітет в Італії, у регіоні Трентіно-Альто-Адідже,  провінція Больцано.
Сан-Панкраціо розташований на відстані близько 540 км на північ від Рима, 60 км на північ від Тренто, 23 км на північний захід від Больцано.
Населення — 1566 осіб (2014).
Покровитель — San Pancrazio.

## Демографія
Населення за роками:

Станом на 1 січня 2023 року в муніципалітеті офіційно проживало 10 іноземців з 5 країн, серед них 8 громадян країн Євросоюзу та 1 громадянин України.

## Сусідні муніципалітети
- Кастельфондо
- Лана
- Лауреньо
- Натурно
- Сенале-Сан-Феліче
- Тезімо
- Ультімо